# 블레이드 러너 (영화 시리즈)
블레이드 러너 시리즈 (Blade Runner)는 《블레이드 러너》를 첫 작품으로 하는 영화 시리즈이다.

## 연표
- 2018년: 우주 식민지(Off-world)에서 넥서스 6 레플리칸트 부대가 반란을 일으켰고, 이후 지구(On-world)에 레플리칸트가 존재하는 것이 금지된다.
- 2019년: 지구의 로스앤젤레스로 6명의 넥서스 6 레플리칸트들이 잠입한다. 결국 그들은 모두 사망하였으나 타이렐 사의 회장도 사망하였고, 프로토타입 레플리칸트 레이첼과 '블레이드 러너' 릭 데커드가 로스 엔젤레스를 탈출한다. 회장이 죽은 직후 타이렐 사는 수명 제한이 사라진 레플리칸트인 넥서스 8을 출시한다. 이들은 안구에 쓰여진 일련번호를 통해 쉽게 식별될 수 있었다. 인간들은 수명 제한이 사라진 레플리칸트에 위기감을 느껴 인간 우월주의 운동이 벌어진다.
- 2022년: 정체 불명의 집단에 의해 미국 서부 상공에서 핵 미사일이 폭발해 강력한 EMP가 발생하고, 로스앤젤레스는 암흑의 도시가 된다. 미국의 전자 기록물 대부분이 훼손되었으며 세계 경제가 무너지고 식량 부족으로 기아가 도래한다.
- 2024년: 인간들 사이에서 EMP 사고가 레플리칸트의 짓이라는 소문이 돌자 정부는 레플리칸트의 생산과 보유를 전면 금지시킨다.
- 2020년대: 넥서스 6 모델들은 4년의 수명이 다해 모두 사라졌으나 넥서스 8 모델은 건재했고, 사람들은 이들을 '폐기'시키려 해 넥서스 8들은 숨기 시작한다. 천재 과학자 니앤더 월레스(자레드 레토)는 유전자 공학 식량을 연구하여 특허를 무료로 공개하고, 세계의 기아를 해결한다. 그가 만든 회사, 월레스 사(Wallace Corporation, E&C)는 지구를 넘어 우주 식민지까지 영향력을 행사한다.
- 2028년: 레플리칸트를 생산하던 타이렐 사는 금지 법안으로 인해 재정적으로 어려워져 도산하였고, 타이렐 사의 일부는 월레스 사가 인수한다.
- 2030년대: 월레스는 인류의 미래가 레플리칸트에 달려있다고 믿으며 새로운 레플리칸트를 연구한다.
- 2036년: 레플리칸트 제조 금지 법안이 폐지된다. 월레스에 의해 복종적인 레플리칸트 모델인 넥서스 9가 등장한다.
- 2040년대: LAPD는 남아있는 넥서스 8을 폐기하기 위해 '블레이드 러너' 조직의 인원을 확충한다. 해수면 상승으로 인해 해안가에는 거대한 방벽이 세워져 있는 로스 엔젤레스에서 살기란 과거보다 더 힘들어졌다. 우주 식민지로 떠나지 못한 사람들은 신선한 음식은 먹지도 못하고 거리의 유전자 조작 식품 자판기를 이용하고 있다.
- 2048년: 사람들에게 주된 단백질 공급원인 애벌레 농장을 운영하던 넥서스 8 모델인 새퍼가 살인을 저지르고 도망쳐 신고당한다.
- 2049년: LAPD의 블레이드 러너 K(라이언 고슬링)는 도망친 레플리칸트를 수색하던 도중 사회를 혼돈에 빠뜨릴 수 있는 비밀을 발견하게 된다.

## 영화

### 서기 2019 블레이드 러너 (1982)
핵전쟁 이후 혼돈으로 무질서로 휩싸인 2019년,
복제인간 ‘로이’를 포함한 ‘넥서스 6’이
오프월드에서 반란을 일으킨 후 지구로 잠입한다.
은퇴한 블레이드 러너였던 '데커드'(해리슨 포드)는
지구에 잠입한 복제 인간들을 찾는 임무와 함께 강제로 복직하게 되고,
탐문 수사를 위해 찾아간 넥서스 6 제조사인 타이렐 사에서
자신이 복제 인간임을 모르는 ‘레이첼’(숀 영)을 마주하게 된다.
한편, 증거의 꼬리를 잡아 수사하던 도중
‘데커드’는 ‘레이첼’ 덕분에 위기 속에서 목숨을 구원받게 되고,
복제 인간과의 마지막 전투를 앞두게 된다.

### 블레이드 러너 2049 (2017)
인간과 리플리컨트가 혼재된 2049년.
인간의 통제를 벗어난 리플리컨트를 쫓는 블레이드 러너 ‘K’(라이언 고슬링)는
임무 수행 도중 약 30년 전 여자 리플리컨트의 유골을 발견하고
충격적으로 출산의 흔적까지 찾아낸다.
리플리컨트가 출산까지 가능하다는 사실이 알려지면
사회에 큰 혼란이 야기되므로 이를 덮으려는 경찰 조직과,
그 비밀의 단서를 찾아내 더욱 완벽한 리플리컨트를 거느리고
세상을 장악하기 위해 ‘K’를 쫓는 ‘니안더 월레스’(자레드 레토).
리플리컨트의 숨겨진 진실에 접근할수록
점차 정체성의 혼란을 겪게 되는 ‘K’는 과거 블레이드 러너였던 ‘릭 데커드’(해리슨 포드)를 만나
전혀 상상치 못한 진실을 마주하게 되는데..
리플리컨트: 21세기 초 만들어진 복제인간. 인간과 같은 지적 능력과 사고방식 그리고 신체적 조건을 갖춘, 노동력 제공을 위한 인간의 대체품
블레이드 러너: 인간의 통제를 벗어난 리플리컨트를 색출해 ‘제거’하는 임무를 가진 특수경찰